# Édouard Axelrad
Édouard Axelrad (París, 10 de junio de 1918; ibid 16 de diciembre de 2006) fue un escritor francés.
Fue arrestado, en abril de 1944, por pertenecera la resistencia francesa. Tras ser identificado como judío, es deportado a Auschwitz. Por su talento como pintor, es trasladado al campo de Sachsenhausen, en el que se encontraba un taller de falsificación de obras de arte destinadas al Reino Unido. Axelrad evoca estos hechos, en forma de ficción, en su novela Le Jaune,  de 1988.

## Obras
- L'Arche ensevelie, 1959
- La Terre de la gazelle
- Marie Casse-croûte, 1985, Prix RTL grand public 1985
- Le Jaune, 1988
- La cavale irlandaise, 1991
- Au Fil du fleuve, 1994